# Перша житомирська гімназія
Перша житомирська гімназія (також Волинська губернська гімназія, Волинська чоловіча гімназія, Житомирська чоловіча гімназія, Перша чоловіча гімназія) — колишній середній навчальний заклад в місті Житомирі. Вважається одним із найстаріших на Правобережжі. Заснований 1833 року та мав успадкувати матеріальну базу Кременецького ліцею. З 1871 року класична гімназія. В ході революційних подій закритий у 1918 році, через рік на базі гімназії відкрито Волинський педагогічний інститут.

## Історія
Ідея заснування гімназії в Житомирі належить відомому польському просвітителю Тадеушу Чацькому. Він пропонував створити гімназії в Києві, Вінниці та Житомирі. Відповідно ці заклади мали б стати осередками освіти в Київській, Подільській та Волинській губерніях.
Поштовхом до заснування гімназії стали події Листопадового повстання, внаслідок яких розпочалася ліквідація Кременецького ліцею. Після завершення повстання планувалось переведення ліцею до Житомира. Однак, згодом ліцей було переведено до Києва і на його базі засновано Київський університет. 1 січня 1833 року після урочистого молебню була відкрита Волинська губернська гімназія. На момент заснування заклад мав шість класів, а після літніх канікул 1833 року відкрито сьомий клас.
Гімназія розмістилася в дерев'яному будинку по вулиці Малій Бердичівській що належав Вацлаву Ганському, а згодом його вдові Евеліні Ганській. В 1851 році побудовано двоповерхове кам'яне приміщення. Кількість гімназистів поступово зростала, тому в 1863 році гімназія переїхала в новозведений комплекс на вулиці Великій Бердичівській. Новий двоповерховий П-подібний корпус містив 17 аудиторій, а в крилах на другому поверсі знаходились актовий зал та зала для відпочинку. Наступного року добудовано двоповерхові кам'яні флігелі. В одному з них містилася канцелярія гімназії разом з квартирою директора, а в іншому бібліотека.
Розквіт гімназії припав на часи перебування в Житомирі відомого польського письменника Юзефа Ігнація Крашевського, який керував закладом з 1853 року. Він передав гімназії значну частину власної бібліотеки та організовував концерти та культурні заходи. Кошти виручені з продажу квитків передавалися малозабезпеченим гімназистам. 1871 року заклад реформовано в класичну гімназію, а курс навчання збільшено до восьми років. Велика увага надавалася вивченню грецької мови та латини. Класичний тип гімназії надав право її випускникам вступати до університетів.
Гімназія припинила існування у 1918 році. Губернська управа намагалася організувати вчительський інститут на базі гімназії, але через революційні події його відкриття відкладалося. Зрештою 16 жовтня 1919 року в Житомирі відкрито Волинський педагогічний інститут, що став наступником Першої житомирської гімназії.

## Відомі випускники
- Обертович Михайло — капелан Армії УНР.
- Лев Влодек (вип. 1859) — український архітектор часів Російської імперії.
- Олександр Клосовський (вип. 1864) — перший український і російський метеоролог-геофізик, доктор фізичної географії, професор, член-кореспондент Петербурзької (Російської) академії наук, фізик, геофізик, метеоролог, кліматолог.
- Аполло Коженьовський (вип. 1840) — польський письменник і революційний діяч. Батько англійського письменника Джозефа Конрада.
- Кость Михальчук (вип. 1858) — український мовознавець та етнограф, член Київської Старої Громади, дійсний член НТШ у Львові, Українського Наукового Товариства у Києві, Історичного Товариства Нестора-Літописця.
- Зиґмунт Сераковський (вип. 1845) — діяч польського й російського визвольного руху, родом із Волині.
- Михайло Тулов (вип. 1834) — педагог і письменник. Член Історичного Товариства Нестора-Літописця.
- Павло Тутковський (вип. 1877) — український геолог, географ і педагог.
- Іван Фещенко-Чопівський (вип. 1903) — учений-металург, громадський і політичний діяч, міністр Центральної Ради та Директорії.
- Токаржевський-Карашевич Ян (Іван-Степан-Мар`ян) (вип. 1906) — історик, дипломат, філософ, державний діяч, віце-міністр закордонних справ і керуючий міністерством УНР в екзилі

Відомі учні
- Володимир Короленко — російський та український письменник.
- В'ячеслав Липинський — український політичний діяч, історик, історіософ, соціолог, публіцист, теоретик українського консерватизму.
- Володимир Липський — український ботанік.
- Карл Маєвський — російський інженер-архітектор, академік архітектури.

## Директори
- 1850-і: Кітченко Федір Андрійович[2]
- 16.01.1865-1868: Ростовцев Іван Якович
- 14.12.1868- ?: Сорокін Іван Якович
- 19.11.1881- ?: Омелянський Леонід Миколайович
- 23.01.1890-1899: Сидоров Петро Аполлонович
- 26.08.1899-1907: Антонюк Юліан Петрович
- 18.08.1907-1914: Чехлатов Іван Онисіфович
- 10.09.1914- ?: Якимах Олексій Михайлович